# Escadrille des Renards
Le groupe de combat no 84 appelé aussi escadrille des Renards est une célèbre unité aéronautique de l'armée française dont les appareils d'escadrilles étaient ornés d’un renard.

## Actuellement

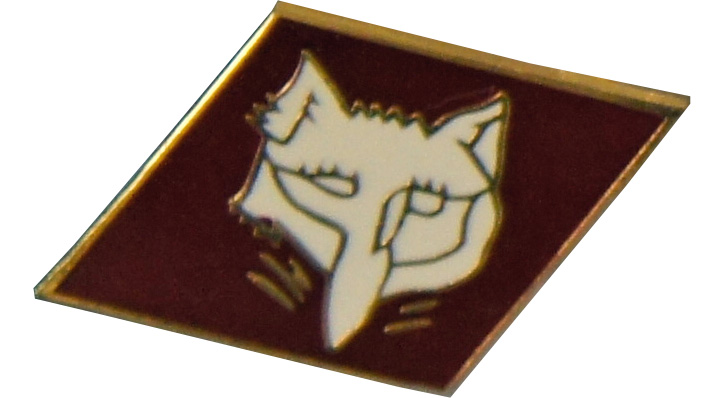
insigne SPA84 "Tête de Renard".

La SPA 84 est depuis octobre 2011 la 2e escadrille de l'Escadron de chasse 2/5 Île-de-France. D’avril 1985 à juin 1994, elle a été la première escadrille de l’ EC 1/30 Valois, basé sur la BA-112.